# 罗贝尔·布热德
罗贝尔·布热德（法語：Robert Poujade，發音：[ʁɔbɛʁ puʒad]；1928年5月6日—2020年4月8日），法国政治人物。曾任保护自然和环境部长、第戎市长等职。

## 生平
1948年进入巴黎高等师范学院学习，1954年开始在第戎的中学教书。1958年，任新共和国联盟科多尔省委员会秘书长。1968年至1971年，任共和国民主人士联盟秘书长。1971年至1974年，担任自然和环境保护部部长。该部门是欧洲国家中第一个内阁级环保部，却也因其创设难度被布热德称为“不可能部”。
1967年至1981年，以及1986年至2002年担任国民议会议员。1982年至1988年，担任科多尔省议会主席。
2020年4月8日逝世。